# Charlotte Serber
Charlotte Serber (de soltera Leof ; 26 de julio de 1911-22 de mayo de 1967) fue una periodista, estadística y bibliotecaria estadounidense. Fue la bibliotecaria del Laboratorio de Los Álamos del Proyecto Manhattan durante la Segunda Guerra Mundial y la única líder de grupo femenina del laboratorio. Después de la guerra, intentó conseguir un puesto como bibliotecaria en el Laboratorio de Radiación de Berkeley, pero fue rechazada por falta de autorización de seguridad; la probable razón se debió a sus opiniones políticas. Más tarde se convirtió en asistente de producción del Broadway Theatre y entrevistadora para Louis Harris.

## Biografía
Leof nació en Filadelfia, Pensilvania, el 26 de julio de 1911, la menor de los tres hijos de Morris V. Leof, médico, y su esposa Jennie, de soltera Chopin. Tenía un hermano mayor, Milton, y una hermana mayor, Madeline. Su padre era miembro del Partido Socialista de América y estaba involucrado en actividades de izquierda. Entre los visitantes de su casa se encontraban el dramaturgo Clifford Odets, el periodista I. F, Stone y el físico Wolfgang Pauli. Ingresó a la Universidad de Pensilvania en 1929 y se graduó en 1933. Se casó con el físico Robert Serber poco después. Su padre era tío de su madrastra y se conocían desde hacía muchos años.
Inicialmente, vivieron en Madison, Wisconsin, donde Robert era asistente de enseñanza en la Universidad de Wisconsin. Pagaron $25 al mes por un apartamento. De 1933 a 1935, Charlotte trabajó como periodista independiente, escribiendo artículos para periódicos como el Boston Globe. Su trabajo incluyó una entrevista con el arquitecto Frank Lloyd Wright. Robert recibió una beca posdoctoral de 1.200 dólares del Consejo Nacional de Investigación en 1934 y decidió estudiar en la Universidad de Princeton.
Robert y Charlotte Serber empacaron y comenzaron el viaje a Princeton, pero en el camino se detuvieron en Ann Arbor, Míchigan, para asistir a una escuela de verano en la Universidad de Míchigan, donde Robert conoció a Robert Oppenheimer, y allí mismo decidieron que estudiaría en la Universidad de California, Berkeley. Vivieron en Berkeley, California, desde 1934 hasta 1938. Charlotte Serber trabajó para la Administración de Ayuda del Estado de California. Se hicieron cercanos a Oppenheimer, pasando los veranos de 1935 a 1941 en su rancho de Nuevo México, Perro Caliente.
En 1938, Robert aceptó una cátedra asistente en la Universidad de Illinois en Urbana-Champaign. Se mostró reacio a hacerlo, pero Isidor Isaac Rabi lo convenció, quien le recordó que había pocos puestos académicos permanentes para judíos. En Illinois, Charlotte inicialmente volvió al periodismo independiente. De 1941 a 1942, trabajó para la Oficina de Defensa Civil. Fue políticamente activa, sirviendo como secretaria del comité de ayuda médica para España en Berkeley durante la guerra civil española, y más tarde de los comités de ayuda a Gran Bretaña, ayuda a China y ayuda a Rusia durante la Segunda Guerra Mundial. También participó en la Liga de Mujeres Votantes. Aunque tenía puntos de vista de izquierda, nunca fue miembro del Partido Comunista, a diferencia de su hermano y hermana.

## Proyecto Manhattan
En diciembre de 1941, Oppenheimer visitó Urbana y le pidió a Robert que se uniera al Proyecto Manhattan, el esfuerzo por desarrollar una bomba atómica. Robert y Charlotte partieron de nuevo hacia Berkeley en abril de 1942. Inicialmente se quedaron en el apartamento del garaje de Oppenheimer. Después de tomar un trabajo en un astillero, donde trabajó como estadística, Charlotte Serber se unió al Proyecto Manhattan como bibliotecaria en el Laboratorio Nacional Lawrence Berkeley el 11 de enero de 1943. El 23 de abril de 1943, se transfirió oficialmente al Proyecto Y. Serber fue contratado como bibliotecario del proyecto a pesar de no tener una formación formal como tal, porque Oppenheimer quería a alguien que no se preocupara por tomar atajos. Al llegar a Santa Fe, Nuevo México, en marzo de 1943, pasó los primeros meses trabajando en la oficina del director del Proyecto Y, Oppenheimer, en 109 East Palace como asistente de Priscilla Greene, la secretaria ejecutiva, porque todavía no había llegado ningún libro. Instituyó el sistema de pases de seguridad, que eran cartas mecanografiadas firmadas por Oppenheimer.
Serber y Greene compraron suministros para la nueva oficina, incluidos papelería y un mimeógrafo. Después de mudarse a la Colina, como los residentes conocían a Los Álamos, Nuevo México, la comunicación con el mundo exterior se realizó inicialmente a través de una sola línea que anteriormente mantenía el Servicio Forestal. El PBX fue atendido por voluntarios. Durante una tormenta eléctrica en abril de 1943, sonó el teléfono. Cuando Serber lo alcanzó, un rayo golpeó la línea. Una chispa saltó a la lámpara de su escritorio y la apagó. Posteriormente, las personas del Área Técnica desconfiaron de contestar el teléfono durante una tormenta eléctrica.
Serber se convirtió en la única líder de grupo femenina en el Laboratorio de Los Álamos. Al carecer de experiencia en la catalogación de libros, aprendió por sí misma a utilizar el sistema sistema Dewey de clasificación. Toda la biblioteca tuvo que ser creada desde cero. Se ordenaron unos 1.200 libros y las tiradas completas de 50 revistas científicas para establecer la biblioteca. Muchos de estos estaban agotados y se ordenaron a través de acuerdos de préstamo entre bibliotecas a través de la Universidad de California. Libros y revistas, de los cuales llegaban unos 160 cada mes, se entregaban por correo en el Apartado Postal 1663 de Santa Fe. Dos veces al día, un mensajero, la esposa de uno de los químicos del Cerro, conducía por el sinuoso y polvoriento camino a Santa Fe acompañado por un guardia armado y recogía el correo. El correo certificado se colocó en una maleta y se cerró con llave a su muñeca. Solo Serber tenía la llave.
La biblioteca estaba dividida en dos partes: la biblioteca principal y la biblioteca de informes técnicos. La primera contenía los libros y revistas. La primera de estas últimas llegó por correo poco después de los primeros libros, en maletas negras transportadas por un mensajero, y se almacenaron inicialmente en una caja fuerte mientras se construía una bóveda. Algunas revistas extranjeras provenían del Programa de Publicaciones Periódicas de la Oficina de Servicios Estratégicos. Los agentes compraron diarios en países enemigos, ocupados y neutrales, y estos fueron copiados y distribuidos. Los derechos de autor y las patentes enemigas fueron incautados por la Oficina del Custodio de la Propiedad Extranjera. Una de las tareas de la biblioteca era mecanografiar, copiar y distribuir estos informes altamente clasificados. El personal de la biblioteca creció a 12 personas, en su mayoría miembros del Cuerpo de Mujeres del Ejército y esposas de científicos. Charlotte reconoció que podrían haber parecido inusuales para los extraños:

A new arrival on the Hill was jostled out of his conventional idea of what a library staff looked like. Here, he was apt to find the librarian in blue jeans, one assistant in the best sweater girl tradition, another in strict WAAC uniform, and a third in the latest Lane Bryant number.
Un recién llegado a la Colina debía renunciar a la idea convencional de cómo era el personal de una biblioteca. Aquí, era probable que encontrara a la bibliotecaria en jeans azules, una asistente en la mejor tradición de niña de suéter, otra en estricto uniforme WAAC y una tercera en la última moda.

A Serber no se le permitió ver el Trinity Test, aparentemente porque el sitio de prueba no tenía instalaciones para mujeres, pero después de la guerra, Oppenheimer reconoció la importancia del trabajo que había hecho y le escribió el 2 de noviembre., 1945:

No single hour of delay has been attributed by any man in the laboratory to a malfunctioning, either in the Library or in the classified files. To this must be added the fact of the surprising success in controlling and accounting for the mass of classified information, where a single serious slip might not only have caused us the profoundest embarrassment but might have jeopardized the successful completion of our job.
Ninguna hora de retraso ha sido atribuida por ningún hombre en el laboratorio a un mal funcionamiento, ya sea en la Biblioteca o en los archivos clasificados. A esto hay que añadir el hecho del sorprendente éxito en el control y contabilización de la masa de información clasificada, donde un único desliz grave podría no sólo habernos causado la más profunda vergüenza sino haber puesto en peligro la realización exitosa de nuestro trabajo.

En 1946, Charlotte Serber y otras ocho mujeres escribieron relatos de sus experiencias en Los Álamos durante la guerra. Sin embargo, el manuscrito fue rechazado por los editores. Años más tarde, Jane S. Wilson lo donó al Museo Histórico de Los Álamos. La Sociedad Histórica de Los Álamos lo publicó una década después como Stand By and Making Do: Women of Wartime Los Alamos (1988).

## Posguerra
Oppenheimer intentó asegurarle a Robert un puesto en la Universidad de California, pero fue bloqueado por el jefe del Departamento de Física, Raymond T. Birge, quien todavía sentía que "un judío en el departamento es suficiente". En cambio, se le dio un puesto en el Laboratorio de Radiación de Berkeley, que tenía un estatus independiente. Sin embargo, se le dio un puesto de profesor en el departamento cuando Oppenheimer se fue al Instituto de Estudios Avanzados. Charlotte Serber intentó asegurarse un puesto como bibliotecaria en el Laboratorio de Radiación en 1946, pero fue rechazada porque no pudo obtener una autorización de seguridad. La razón probable de su rechazo se debió a sus opiniones políticas.
Entre 1946 y 1948, el FBI intervino su teléfono y abrió su correo. En 1950, la Universidad de California instituyó un sistema de juramentos de lealtad. Robert estaba dispuesto a firmar un juramento, pero el ambiente en Berkeley lo inquietó cada vez más, y en 1951 aceptó una oferta de Rabi para una cátedra en la Universidad de Columbia. Serber se convirtió en asistente de producción del Broadway Theatre. En 1965, tomó un trabajo con Louis Harris como entrevistadora.
Serber sufría de depresión después de que le diagnosticaran la enfermedad de Parkinson y se quitó la vida con una sobredosis de pastillas para dormir el 22 de mayo de 1967. La Biblioteca de Investigación del Laboratorio Nacional de Los Álamos permanece como su legado, convirtiéndose en uno de los principales bibliotecas científicas en los Estados Unidos.